# 犧尊

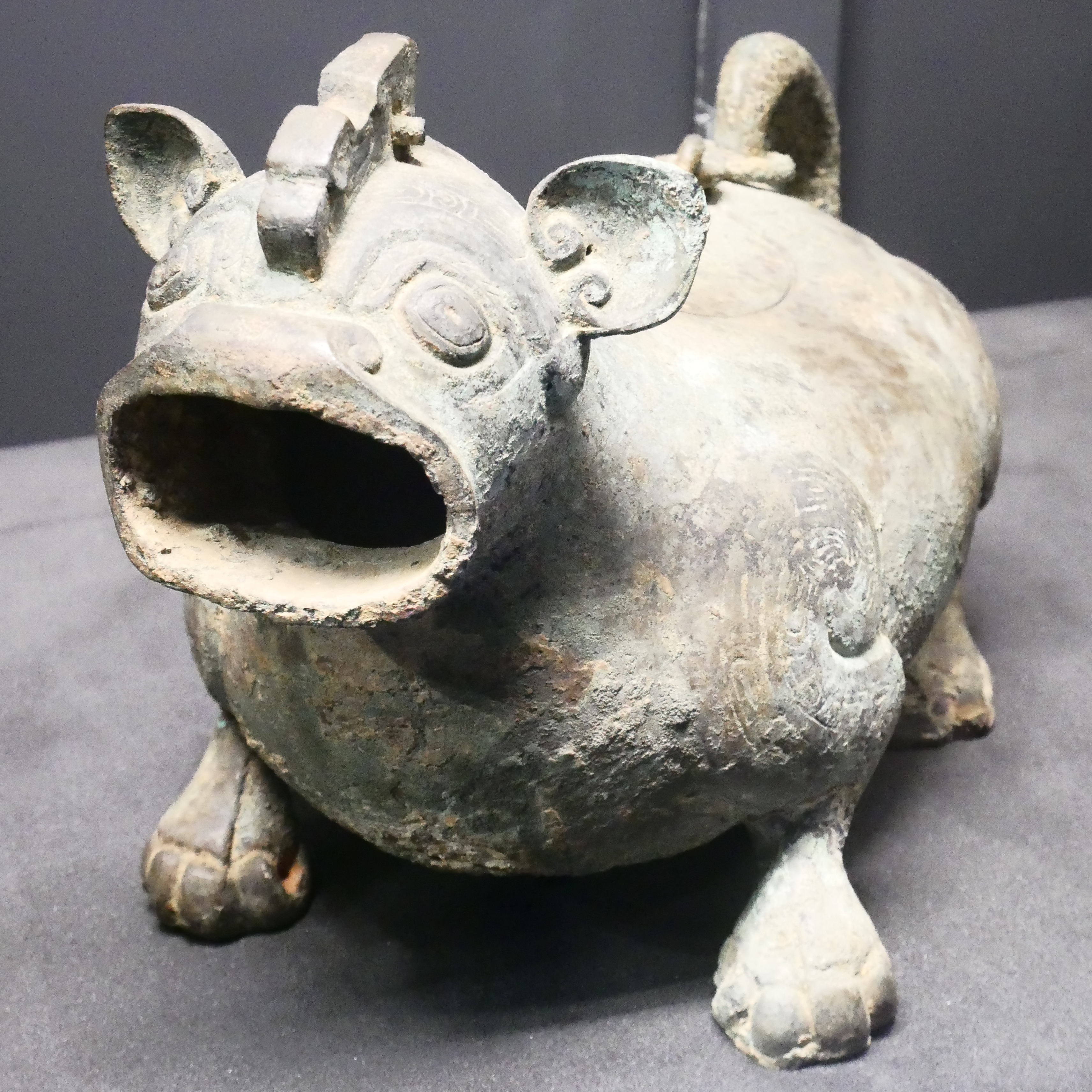
李家樓大墓（河南省鄭州市新鄭市新建路街道南街社區）出土虎形尊。通體作虎形，虎頭張口作流口，背有橢圓形蓋。

犧尊，又稱獻尊，為中國古代牛形盛酒禮器，其背部開孔以納酒，囗部有流以傾酒，與象尊、著尊、壺尊、大尊、山尊等並稱六尊。

## 歷史
據文獻記載。犧尊在祭祀或宴饗時常作為禮器出現。《周禮·春官·司尊彝》載： “春祠、夏禴、祼用雞彝、鳥彝，皆有舟，其朝踐用兩獻（犧）尊，其再獻用兩象尊，皆有罍，諸臣之所昨也”，即在進行“春祠、夏禴、祼”等重大禮儀活動中都要用到犧尊。《詩經·魯頌·閟宮》又載：“白牡騂剛，犧尊將將。”更描寫道魯僖公為新建的宗廟進行祭祀，使用純白和赤色的牛以及高大的犧尊獻祭，其場面極為莊重恢弘。
到了元代，則開始變成動物造型的花器，並流行於明、清之際。此時期蒔花賞器之風盛行，花藝名家輩出；愛花人士喜用古物作為花器，帶有對先人的追憶。晚明花藝家高濂認為“物”的使用是為了增廣見聞，插花、養盆景及花器欣賞都是涵養性情的媒介，也是養生方式，擬古、復古花器的使用是花藝的最高品味。舉凡夏、商、周三代的銅器、玉器，宋代瓷器等仿古花器皆具足古樸氣質，增添安樂閑適之感。而這些古器皿在過去的歲月中可能早已作為花器使用；又或者原為生活用器、禮祭器，經巧匠配置內膽、訂製木座、加固底盤後成為花器。其中原為禮器的玉琮、銅尊、銅觚、犧尊或作為盛裝器的古銅罍、銅壺都為當時的士人所喜愛。

## 軼事
2019年1月23日，故宮南院以“花事‧閑情─品味花器與生活特展”展出的“戰國中期嵌孔雀石綠松石犧尊”為發想，與義大利Rody公司合作推出犧尊版跳跳馬，故宮南院更戲稱Rody是犧尊失散多年的兄弟。